# Протидіючий маркетинг
Протидіючий маркетинг - маркетингова діяльність за умов нераціонального попиту, яку потрібно звести до нуля.  Цей вид маркетингу сприяє припиненню випуску товару, його вилученню, проведенню кампанії, спрямованої проти даного товару. Маркетологи розробляють проекти, спрямовані на переконання людей відмовитись від споживання шкідливих товарів шляхом різкого підвищення цін, заборони реклами цих товарів, подання товару як небажаного й шкідливого, обмеження їх доступності в поєднанні з дискредитуючою інформацією.

## Мета
Його мета - переконати відмовитись від споживання певної продукції, адже вона суперечить інтересам суспільства (наприклад наркотики). Коли роль "опонента" комерційної структури відіграє держава, що обумовлено природою ПМ – зниженням попиту на соціально невигідні товари. Забезпечення гідного рівня життя населення є державним завданням, тому виробникам тютюнової, алкогольної продукції протистоїть саме держава. Таким чином, ведеться не просто боротьба двох структур, а боротьба по-різному спрямованих ідеологій, цінностей, каналів їх трансляції, тобто боротьба ідентичностей. На відміну від традиційного, при протидіючому маркетингу об’єктом застосування маркетингових зусиль виступають не товари безпосередньо, а ідеї та бажана поведінка покупців і споживачів. Метою діяльності є досягнення соціального ефекту, який може обумовлювати досягнення економічного.

Таким чином, роль ПМ полягає в досягненні маркетинговими засобами соціально-економічних цілей: поліпшення стану суспільного здоров’я, що розкривається в демографічних показниках і показниках захворюваності, інвалідності, рівня фізичного розвитку; скорочення витрат на медичне обслуговування й лікування захворювань, викликаних палінням і алкоголізмом; збільшення обсягу Валовий внутрішній продукт за допомогою підвищення продуктивності праці працівників та тривалості життя населення; скорочення непрямих витрат; зниження витрат домогосподарств на шкідливі товари й перерозподіл видатків родини на більш корисні товари й послуги.

## Види протидіючого маркетингу
1. Випереджальний – високоефективна організація ПМ, що не поступається маркетинговій активності підприємств, які виробляють шкідливі товари з ірраціональним попитом. Рівень впливу такого маркетингу визначають за темпами зниження рівня споживання соціально небезпечних товарів.
2. Доганяючий – діяльність з протидіючого маркетингу як реакція на дії, розпочаті підприємствами, що виробляють соціально небезпечні товари. Така діяльність не може бути ефективною, оскільки важливіше й ефективніше запобігати залученню до споживання шкідливих для здоров’я товарів нових споживачів, ніж вживати заходи з переконання реальних носіїв ірраціонального попиту відмовитися від споживання соціально небезпечних товарів виробів.
3. Відстаючий – нижчий рівень ефективності ПМ, коли активність підприємств, що виробляють шкідливі, соціально небезпечні товари з ірраціональним попитом у багато разів перевищує активність і якість програм протидіючого маркетингу. [2]